# Johann Joachim Kosegarten
Johann Joachim Kosegarten (* 14. Juni 1751 in Grevesmühlen; † 13. Oktober 1825) war ein deutscher Pastor und Autor.

## Leben
Johann Joachim Adam Kosegarten war der älteste Sohn von Bernhard Christian Kosegarten (1722–1803) und dessen Ehefrau Johanna Sophie Buttstädt († 1762). Er wurde im Oktober 1789 zum Pastor an St. Nicolai in Altengamme ernannt. Im Mai 1791 heiratete Kosegarten Anna Paulina Amsinck (1757–1818), eine Schwester des Hamburger Bürgermeisters Wilhelm Amsinck. Er verfasste zahlreiche homiletische Schriften.
Einer seiner Söhne war Wilhelm Kosegarten, Staatswissenschaftler, Nationalökonom und Professor in Graz.